# Verjnia Sirovatka
Verjnia Sirovatka (en ucraniano: Верхня Сироватка, romanizado: Verjnia Syrovatka; en ruso: Верхняя Сыроватка) es un pueblo ucraniano perteneciente al óblast de Sumy. Situado en el norte del país, es parte del raión de Sumy y centro del municipio (hromada) homónimo.

## Geografía
Verjnia Sirovatka se encuentra a orillas del río Sirovatka, 15 km al sureste de Sumy. 

## Historia
Verjnia Sirovatka se menciona por primera vez en 1653.  En el siglo XIX, la aldea de Verjnia Sirovatka  era el centro del vólost homónimo en el uyezd de Sumy de la gobernación de Járkov.  
Verjnia Sirovatka fue tomada por el Ejército Rojo el diciembre de 1917, en medio de la guerra civil rusa. El pueblo fue ocupado por la Alemania nazi durante la Segunda Guerra Mundial, recuperado por el Ejército Rojo rdurante la batalla del Dniéper.
Tras el comienzo de la invasión rusa a Ucrania, un grupo de diez soldados ucranianos tendió una emboscada a un convoy ruso el 1 de marzo de 2022. El resultado fue de cinco soldados ucranianos muertos y más de diez vehículos rusos destruidos. La aldea fue bombardeada por las fuerzas rusas por primera vez el 14 de marzo de 2022, bombardeada en repetidas ocasiones desde entonces.

## Demografía
La evolución de la población de Verjnia Sirovatka entre 1864 y 2001 fue la siguiente:
| 2283                                                          | 6679 | 5033 |
| (Fuente: Cities & Towns of Ukraine y UKRAINE: Größere Städte) |      |      |

Según el censo de 2001, la lengua materna de la mayoría de los habitantes, el 94,42%, es el ucraniano; del 5,24% es el ruso.

## Infraestructura

### Arquitectura, monumentos y lugares de interés
La iglesia de la Dormición fue diseñada por Oleksandr Palitsin en 1805. Cerrada por las autoridades soviéticas y utilizada como torre de observación durante la Segunda Guerra Mundial, se restauró en la década de 1990.

### Transporte
La carretera N07, que conecta Kursk con Sumy, atraviesa el pueblo, así como la carretera N12.    